# Garfield (Kansas)
Garfield és una població dels Estats Units a l'estat de Kansas. Segons el cens del 2000 tenia 198 habitants.

## Demografia
Segons el cens del 2000, Garfield tenia 198 habitants, 83 habitatges, i 62 famílies. La densitat de població era de 141,6 habitants/km².
Dels 83 habitatges en un 31,3% hi vivien nens de menys de 18 anys, en un 60,2% hi vivien parelles casades, en un 8,4% dones solteres, i en un 25,3% no eren unitats familiars. En el 24,1% dels habitatges hi vivien persones soles el 10,8% de les quals corresponia a persones de 65 anys o més que vivien soles. El nombre mitjà de persones vivint en cada habitatge era de 2,39 i el nombre mitjà de persones que vivien en cada família era de 2,74.
Per edats la població es repartia de la següent manera: un 25,3% tenia menys de 18 anys, un 6,6% entre 18 i 24, un 21,2% entre 25 i 44, un 26,3% de 45 a 60 i un 20,7% 65 anys o més.
L'edat mediana era de 42 anys. Per cada 100 dones de 18 o més anys hi havia 94,7 homes.
La renda mediana per habitatge era de 38.500 $ i la renda mediana per família de 39.583 $. Els homes tenien una renda mediana de 23.750 $ mentre que les dones 21.250 $. La renda per capita de la població era de 15.767 $. Entorn del 4,5% de les famílies i el 5,8% de la població estaven per davall del llindar de pobresa.

## Poblacions més properes
El següent diagrama mostra les poblacions més properes.